# Нёвиль (Коррез)
Нёви́ль (фр. Neuville, окс. Neuvila) — коммуна во Франции, находится в регионе Лимузен. Департамент — Коррез. Входит в состав кантона Аржанта. Округ коммуны — Тюль.
Код INSEE коммуны — 19149.
Коммуна расположена приблизительно в 420 км к югу от Парижа, в 95 км юго-восточнее Лиможа, в 18 км к югу от Тюля.

## Население
Население коммуны на 2008 год составляло 194 человека.
| 1962 | 1968 | 1975 | 1982 | 1990 | 1999 | 2008 |
| ---- | ---- | ---- | ---- | ---- | ---- | ---- |
| 357  | 310  | 250  | 237  | 216  | 187  | 194  |

## Экономика
В 2007 году среди 117 человек в трудоспособном возрасте (15-64 лет) 87 были экономически активными, 30 — неактивными (показатель активности — 74,4 %, в 1999 году было 73,1 %). Из 87 активных работали 83 человека (47 мужчин и 36 женщин), безработных было 4 (2 мужчин и 2 женщины). Среди 30 неактивных 7 человек были учениками или студентами, 15 — пенсионерами, 8 были неактивными по другим причинам.

## Достопримечательности
- Церковь Сен-Пьер (XV век). Памятник истории с 1926 года[3]